# Baillieu Peak
Baillieu Peak är en bergstopp i Antarktis. Den ligger i Östantarktis. Australien gör anspråk på området. Toppen på Baillieu Peak är 1 380 meter över havet.
Terrängen runt Baillieu Peak är huvudsakligen platt, men österut är den kuperad. Trakten är obefolkad. Det finns inga samhällen i närheten.